# Leony
Leonie Burger (Cham, 25 de junio de 1997), conocida artísticamente como Leony, es una cantante y compositora alemana de pop.

## Carrera
Junto con Julian Vogl y Maximillian Böhle, Leonie Burger actuó en el programa Rising Star de RTL como parte de la banda 'Unknown Passenger'. Al final, recibieron el 92,77% de los votos del público por su versión de «Stay». A través de este programa conoció a su antiguo mánager de banda, Nik Hafermann. La banda tuvo algunas apariciones en clubes más pequeños, pero el grupo se disolvió poco después. Leonie actuó como solista a partir de entonces, utilizando una ortografía ligeramente modificada de su nombre como nombre artístico.
En 2016, Leony firmó con Sony Music en Australia y posteriormente realizó una gran cantidad de entrenamiento vocal. Sus primeras canciones fueron producidas en Suecia y su primer sencillo debut, «Surrender», fue lanzado en 2017. La canción fue utilizada en un comercial de ropa interior de Sylvie Meis. El sencillo «Boots» se lanzó en 2018,seguido de «More Than Friends» en 2019. 
Posteriormente, pasó a otra marca y Vitali Zestovskih y Mark Becker se convirtieron en sus nuevos mánager y productores. Junto con el dúo de DJs Vize y Sam Feldt lanzó su nuevo sencillo «Far Away from Home». Su gran avance llegó en julio de 2020 con su remake de la canción «Brother Louie» de Modern Talking en colaboración con Vize, el artista kazajo Imanbek y el exmiembro de Modern Talking, Dieter Bohlen.
En 2022, fue mentora musical de Emilia y su canción Outside and Inside en Dein Song, un concurso musical de telerrealidad en la emisora alemana ZDF.
En 2023, Leony apareció como juez en la temporada 20 del reality show de talentos alemán Deutschland sucht den Superstar.
El 20 de marzo de 2024, se confirmó que Leony se uniría a la banda OneRepublic y Meduza en la producción del himno oficial de la Eurocopa 2024, reemplazando a Kim Petras, quien no pudo participar en la canción debido a "problemas programáticos".

## Vida personal
Su hermano es el futbolista profesional Korbinian Burger. Leony vive en Berlín.

## Programas de televisión
- 2014: Rising Star (como participante)
- 2023: Deutschland sucht den Superstar (como juez)

## Discografía

### Álbumes
| Título               | Detalles del álbum                                                                           | Máxima posición | Máxima posición |
| Título               | Detalles del álbum                                                                           | Alemania        | Austria         |
| -------------------- | -------------------------------------------------------------------------------------------- | --------------- | --------------- |
| Somewhere in Between | - Fecha de lanzamiento: 24 de marzo de 2023 - Sello: Kontor Records - Formato: 2×CD, digital | 20              | 28              |

### Individual
| Título                                                                 | Año  | Máxima posición | Máxima posición | Máxima posición | Máxima posición | Máxima posición | Máxima posición | Certificaciones  | Álbumes                              |
| Título                                                                 | Año  | GER             | AUT             | BEL (FL)        | FRA             | NL              | SWI             | Certificaciones  | Álbumes                              |
| ---------------------------------------------------------------------- | ---- | --------------- | --------------- | --------------- | --------------- | --------------- | --------------- | ---------------- | ------------------------------------ |
| "Surrender"                                                            | 2017 | —               | —               | —               | —               | —               | —               |                  | Sin álbum                            |
| "Boots"                                                                | 2018 | —               | —               | —               | —               | —               | —               |                  | Sin álbum                            |
| "More than Friends"                                                    | 2019 | —               | —               | —               | —               | —               | —               |                  | Sin álbum                            |
| "Paradise" (con Vize (DJs)                                             | 2020 | 4               | 2               | —               | —               | —               | 98              | - BVMI: Platinum | Sin álbum                            |
| "Faded Love"                                                           | 2021 | 17              | 11              | 31              | —               | 58              | 24              | - BVMI: Gold     | Somewhere in Between                 |
| "No More Second Chances"                                               | 2021 | —               | —               | —               | —               | —               | —               |                  | Sin álbum                            |
| "Remedy"                                                               | 2022 | 5               | 9               | —               | —               | —               | 17              | - BVMI: Platinum | Somewhere in Between                 |
| "Stop the World" (con Steve Aoki y Marnik)                             | 2022 | —               | —               | —               | —               | —               | —               |                  | Sin álbum                            |
| "Crazy Love" (conToby Romeo)                                           | 2022 | —               | —               | —               | —               | —               | —               |                  | Somewhere in Between                 |
| "Somewhere in Between"                                                 | 2023 | 54              | —               | —               | —               | —               | —               |                  | Somewhere in Between                 |
| "Holding On"                                                           | 2023 | —               | —               | —               | —               | —               | —               |                  | Somewhere in Between                 |
| "I Can Feel" (con Niklas Dee and Vize)                                 | 2023 | 77              | —               | —               | 128             | —               | —               |                  |                                      |
| "Waking Up" (con Felix Jaehn)                                          | 2024 | —               | —               | —               | —               | —               | —               |                  |                                      |
| "Simple Life"                                                          | 2024 | —               | —               | —               | —               | —               | —               |                  |                                      |
| "Fire (Official UEFA Euro 2024 song)" (con Meduza y OneRepublic)       | 2024 | 29              | —               | 45              | —               | —               | 68              |                  | Artificial Paradise (Deluxe edition) |
| "—" significa que la canción no fue lanzada o no apareció en la lista. |      |                 |                 |                 |                 |                 |                 |                  |                                      |

### Otras canciones en las listas
| Título                                                                 | Año  | Máxima posición | Álbum                                                |
| Título                                                                 | Año  | Alemania        | Álbum                                                |
| ---------------------------------------------------------------------- | ---- | --------------- | ---------------------------------------------------- |
| "Merry Christmas Everyone" (con Vize)                                  | 2021 | 71              | Home Alone (On the Night Before Christmas) (Sampler) |
| "—" significa que la canción no fue lanzada o no apareció en la lista. |      |                 |                                                      |

## Premios y nominaciones

### Premios
New Music Awards
- 2021: "Durchstarter/in des Jahres" (Promoción del año) [20]

### Nominaciones
1 Live Krone
- 2021: "Bester Dance Act" (Mejor actuación de baile) [21]
- 2021: "Beste Single" (Mejor Single; por Faded Love) [21]
- 2022: "Beste Künstlerin" (Mejor Artista Femenina) [22]
- 2022: "Bester Song des Jahres" (Mejor canción del año; por Remedy) [22]
- 2022: "Mejor canción de hip-hop/R&B" (Mejor canción de hip-hop/R&B; por Follow) [22]

Premios New Faces
- 2021: Music[23]